# Cordeauxia edulis
Cordeauxia edulis, también conocida como yeheb o nuez jeheb, es una especie de árbol del género monotípico Cordeauxia. 
El árbol es nativo del cuerno de África donde se encuentran silvestres en los semi-desiertos de Somalía y Etiopía. Es también cultivado en Kenia y Sudán para alimentación y para la extracción de tinte color púrpura. Las especies nativas se encuentran en peligro de extinción debido al pastoreo de los animales y su utilización como fuente alimenticia, ya que al utilizar sus semillas se impide el nacimiento de nuevos árboles.

## Propiedades
Las semillas (fruto seco) son ricas en proteína y aceites y una buena fuente de los aminoácidos lisina y arginina.

## Taxonomía
Cordeauxia edulis fue descrita por William Hemsley y publicado en Bulletin of Miscellaneous Information Kew 1907: 361. 1907.